# لادیسلاف تومان
لادیسلاف تومان (چکی: Ladislav Toman; ۱۳ ژوئیهٔ ۱۹۳۴ – ۱۰ ژوئیهٔ ۲۰۱۸) بازیکن والیبال اهل چکسلواکی بود.